# Mo Collins
Maureen Ann "Mo" Collins (Minneapolis, 7 de julho de 1965 (59 anos) é uma atriz americana, mais conhecida por ter feito parte do elenco do MADtv. Mo também fez outros trabalhos relevantes, como seu papel como Sarah Rabinowitz em Fear the Walking Dead.